# Porangonycha princeps
Porangonycha princeps là một loài bọ cánh cứng trong họ Cerambycidae.